# Célestin Mawndoé
Célestin Mawndoé est un musicien tchado-burkinabé né au Tchad. Il est ex-membre du groupe Yeleen avec Louis Salif Kiekiéta dit Smarty.
Après 10 ans et 5 albums avec Yeleen, Célestin Mawndoé exerce en solo à partir de 2011. Lauréat d'une résidence de création avec la Région Poitou -Charente, il a constitué un groupe en France puis s'est installé définitivement au Tchad en 2021.
Il a sorti par la suite cinq albums dont DAARI, Doum-pah, Ky Dan-C, Nemay et Au nom de l'art'.
Il a créé l'association  "Au nom de l'Art" afin de promouvoir l'art comme facteur de développement économique au Tchad. Il est à l'origine de nombreuses initiatives :  La création de la Maison de l'Argile à Gaoui, la valorisation touristique de ce village, Différents festivals, un Camp de 500 jeunes, la création d'un centre culturel "Au Nom de l'Art au Tchad"
Il est lauréat de différents appels à projets : Accès-Culture de l'Institut Français et de l'AFD, de GIZ ( coopération allemande au Tchad), de l'UNICEF.
Ses initiatives sont reconnues comme ayant un impact social en Afrique.
Il est membre du Jury "Long Métrage" du Fespaco 2025 au Burkina Faso 